# Besta Przedsiębiorstwo Budowlane
BESTA Przedsiębiorstwo Budowlane sp. z o.o. – polskie przedsiębiorstwo budowlane z siedzibą w Rzeszowie i oddziałami w Niemczech (od 2002 roku), Holandii i na Słowacji (od 2007 roku). Działa na rynku od 1991 roku, od 2009 roku prowadzi działalność deweloperską. Członek grupy kapitałowej Polservice (obecnie Polservice posiada 72 proc. udziałów firmy BESTA PB Sp. z o.o.). Zatrudnia łącznie ponad 400 pracowników. Stawiając na politykę jakości, w 2001 roku wdrożyła System Zarządzania Jakością i otrzymała certyfikat ISO 9001 (obecnie ma certyfikat ISO 9001:2008). Audyty przeprowadzane są corocznie.

## Działalność
BESTA Przedsiębiorstwo Budowlane sp. z o.o. zajmuje się realizacją inwestycji o charakterze mieszkalnym, a także obiektów użyteczności publicznej, przemysłowych i handlowych. Budynki mieszkalne, które firma zrealizowała w Warszawie, to m.in.: Rezydencja Piękna przy ul. Pięknej, River House przy ul. Bluszczańskiej, osiedla Szafirowa Aleja i Flamenco, budynki wielorodzinne przy ul. Pirenejskiej i ul. Pięknej czy zespół 6 budynków mieszkalnych z garażami podziemnymi w Konstancinie-Jeziornie. BESTA działa nie tylko w Polsce, lecz także na rynku niemieckim (budynki mieszkalne m.in. w Hamburgu, Monachium) i w Holandii (m.in. w Rotterdamie, Amsterdamie, Groningen, Hadze i Bredzie). Do bieżących realizacji firmy należy m.in. osiedle Bluszczańska Ogrody w Warszawie. Przedsiębiorstwo zajmuje się także budową obiektów handlowych, zrealizowała np. Millenium Hall w Rzeszowie, biurowiec Times we Wrocławiu, pawilony „Merkury Market” i Black Red White, a także salony samochodowe marek Citroën, Volvo, Mercedes-Benz. Ma na koncie także obiekty za granicą: w Niemczech, Holandii, na Węgrzech i Słowacji. Firma ma także doświadczenie w realizacji obiektów użytku publicznego, m.in.: budowa Centrum Chirurgii Cybernetycznej w Wieliszewie i rozbudowa biblioteki publicznej w Warszawie. Za realizację siedziby Wyższej Szkoły Prawa i Administracji w Rzeszowie była dwukrotnie odznaczona tytułem Budowy Roku Podkarpacia.

## Nagrody i wyróżnienia
Firma była nagradzana nie tylko za realizacje obiektów (m.in. w konkursie Budowy Roku Podkarpacia, organizowanym przez Polski Związek Inżynierów i Techników Budownictwa), lecz także za sposób, w jaki jest zarządzana. Dotychczasowe nagrody i wyróżnienia to m.in.: tytuł Budowy Roku Podkarpacia w latach: 2009, 2006, 2005, 2004, 2003, nagroda drugiego stopnia w konkursie Budowa Roku Podkarpacia w 2008 i 2000 roku czy Kryształowa Cegła ptm w konkursie Dom 2007. BESTA Przedsiębiorstwo Budowlane sp. z o.o. została także wyróżniona przez miesięcznik Forbes w rankingu Diamenty Forbesa 2010 oraz została laureatem plebiscytu Filary Polskiej Gospodarki 2008 organizowanego przez dziennik Puls Biznesu, który również włączył firmę do klubu Gazeli Biznesu. Firma otrzymała także certyfikat Przejrzysta Firma oraz certyfikat Wiarygodna Firma Województwa Podkarpackiego nadany w 2008 przez Izbę Przemysłowo-Handlową w Rzeszowie.